# Glynn Watson
Glynn Juwan Watson jr. (Chicago, 9 marzo 1997) è un cestista statunitense.